# Unzial 041
Der Codex Petropolitanus (Gregory-Aland no. Π oder 041; von Soden ε 73) ist eine griechische Handschrift des Neuen Testaments, die auf das 9. Jahrhundert datiert wird. Die Handschrift ist nicht vollständig. 

## Beschreibung
Die Handschrift besteht aus den vier Evangelien auf 350 Pergamentblättern mit Lücken (Matthäus 3,12–4,17; 19,12–20,2; Lukas 1,76–2,18; Johannes 6,15–35; 8,6–39; 9,21–10,3). Markus 16,18–20 ersetzt in Minuskelschrift etwa vom 12. Jahrhundert. Asteriske stehen bei Johannes 5,4 und 8,3–11. Das Format ist 14,5 × 10,5 cm, der Text steht in einer Spalte mit 21 Zeilen. Die Buchstaben sind klein und nach rechts geneigt, Akzente, Spiritus asper und lenis sind vorhanden.

## Text
Der griechische Text des Codex repräsentiert den byzantinischen Texttyp und wird der Kategorie V zugeordnet. Die Handschrift gehört zusammen mit dem Codex Cyprius zu der Gruppe Π.

## Geschichte der Handschrift
Die Handschrift gehörte der Familie Parodi in Smyrna und wurde im Jahre 1859 auf Veranlassung Tischendorfs von Herrn Parodi dem russischen Kaiser geschenkt.
Der Codex wird in der Russischen Nationalbibliothek (Gr. 34) in Sankt Petersburg aufbewahrt (daher Petropolitanus).